# إدي جيفرسون
إدي جيفرسون (بالإنجليزية: Eddie Jefferson)‏ هو مغني أمريكي، ولد في 3 أغسطس 1918 في بيتسبرغ في الولايات المتحدة، وتوفي في 9 مايو 1979 في ديترويت في الولايات المتحدة.

## وصلات خارجية
- إدي جيفرسون على موقع ميوزك برينز (الإنجليزية)
- إدي جيفرسون على موقع أول ميوزيك (الإنجليزية)
- إدي جيفرسون على موقع ديسكوغز (الإنجليزية)